# 秘魯鼠屬
秘魯鼠屬（Lenoxus apicalis），哺乳綱、囓齒目、倉鼠科的一屬，而與秘魯鼠屬（秘魯鼠）同科的動物尚有墨西哥巨齒鼠屬（墨西哥巨齒鼠）、大稻鼠屬（聖盧西亞大稻鼠）、大長爪鼠屬（巴拉圭長爪鼠）、鱗尾原鼠屬（鱗尾原鼠）等之數種哺乳動物。